# Малая пагода диких гусей

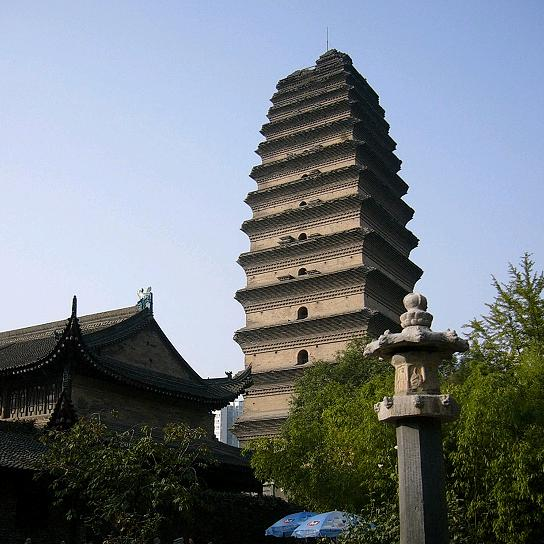
Малая пагода диких гусей в Сиане, Китай

Малая пагода диких гусей (кит. упр. 小雁塔, пиньинь Xiǎoyàn Tǎ, палл. Сяояньта) — крупнейший памятник китайской архитектуры, возведённый из кирпича в Чанъане в то время, когда он был столицей династии Тан и самым населённым городом планеты.
Малая пагода диких гусей была построена для размещения буддистских рукописей индийского происхождения по инициативе монаха-путешественника Ицзина, который смог уговорить императора Гао-цзуна в 707—709 годах. Строительство во многом спонсировали наложницы императора.
В пагоду несколько раз попадала молния, она пережила несколько землетрясений. Во время Великого землетрясения 1556 года 45-метровое сооружение ушло в землю на два метра; в таком виде оно и дошло до наших дней.
То, что пагода не разрушилась в течение нескольких землетрясений, считается чудом, и пагоде приписываются мистические свойства. Современное исследование почв показало, что пагода стоит на круглой каменной глыбе, которая помещена в мягкие породы. В момент землетрясения глыба отклоняется вбок, подобно ваньке-встаньке, а потом возвращается в исходное положение.
Вокруг малой пагоды расположен большой парк с несколькими буддийскими храмами, а также фонтаном. В глубине парка — Музей Сианя с многочисленными экспонатами об истории города и династиях китайской истории.